# Аревік (Армавір)
Аревік (вірм. Արևիկ) — село у марзі Армавір, на заході Вірменії. Село розташоване за 7 км на південний схід від міста Армавір, за 3 км на південний схід від села Мргашат, за 3 км на північний схід від села Армавір та за 6 км на захід від села Єхегнут.